# Ithyporus
Ithyporus är ett släkte av skalbaggar. Ithyporus ingår i familjen vivlar.

## Dottertaxa tillIthyporus, i alfabetisk ordning[1]
- Ithyporus albescens
- Ithyporus albosignum
- Ithyporus aridus
- Ithyporus asperulatus
- Ithyporus billbergi
- Ithyporus brevipes
- Ithyporus capensis
- Ithyporus cerapterus
- Ithyporus cristicollis
- Ithyporus dorsalis
- Ithyporus fallax
- Ithyporus fasciatus
- Ithyporus femoratus
- Ithyporus gracilirostris
- Ithyporus inflatus
- Ithyporus inquinatus
- Ithyporus labrami
- Ithyporus madagascariensis
- Ithyporus magicus
- Ithyporus margaritatus
- Ithyporus nanus
- Ithyporus odiosa
- Ithyporus odiosus
- Ithyporus petrosus
- Ithyporus postfasciatus
- Ithyporus senegalensis
- Ithyporus setulosus
- Ithyporus signatus
- Ithyporus signifer
- Ithyporus stolidus
- Ithyporus taruensis
- Ithyporus transversus